# Медаль Кларка
Меда́ль Кла́рка (англ. Clarke Medal) — наукова нагорода, яку вручає Королівське товариство Нового Південного Уельсу, найстаріше наукове товариство в Австралії і Південної півкулі за видатну працю в галузі природничих наук.
Медаль отримала назву на честь Вільяма Бренвайта Кларка, одного із засновників Товариства та «вручається за заслуги в геології, мінералогії й природничій історії Австралазії, і відкрита для науковців, незалежно від того, проживають вони в Австралазії чи деінде»
З 1940-х років вона присуджується щорічно за видатну роботу в галузі таких природничих наук, як геологія, ботаніка і зоологія, виконану в Австралійському Союзі. Номінації в кожній дисципліні розглядаються в ротації раз на три роки.

## Лауреати нагороди
Джерело: Королівське товариство Нового Південного Уельсу
- 1878: Річард Оуен (зоологія)
- 1879: Джордж Бентам (ботаніка)
- 1880: Томас Генрі Гакслі (палеонтологія)
- 1881: Фредерік Маккой[en] (палеонтологія)
- 1882: Джеймс Дуайт Дана (геологія)
- 1883: Фердинанд Мюллер (ботаніка)
- 1884: Альфред Річард Сесіл Селвін[en] (геологія)
- 1885: Джозеф Долтог Гукер (ботаніка)
- 1886: Лоран-Гійом де Конінк (палеонтологія)
- 1887: Джеймс Гектор[en] (геологія)
- 1888: Джуліан Тенісон-Вудс[en] (геологія)
- 1889: Роберт Еллері[en] (астрономія)
- 1890: Джордж Беннетт[en] (зоологія)
- 1891: Фредерік Гаттон[en] (геологія)
- 1892: Вільям Тернер Тізелтон-Дайер (ботаніка)
- 1893: Ральф Тейт[en] (ботаніка та геологія)
- 1895: спільна нагорода: Роберт Логан Джен[en] (Геологія) і Роберт Етерідж[en] (палеонтологія)
- 1896: Чарльз Авґустус Ґреґорі (першовідкривач)
- 1900: Джон Меррей (океанографія)
- 1901: Едвард Джон Ейр (першовідкривач)
- 1902: Фредерік Менсон Бейлі (ботаніка)
- 1903: Альфред Вільям Говітт[en] (антропологія)
- 1907: Волтер Гаучін[en] (геологія)
- 1909: Волтер Рот[en] (антропологія)
- 1912: Вільям Гарпер Твелветріз[en] (геологія)
- 1914: Артур Сміт Вудворд[en] (палеонтологія)
- 1915: Вільям Ейтчесон Гасвелл[en] (зоологія)
- 1917: Еджворт Девід (геологія)
- 1918: Леонард Родуей[en] (ботаніка)
- 1920: Джозеф Едмунд Карн[en] (геологія)
- 1921: Джозеф Джеймс Флетчер[en] (біологія)
- 1922: Річард Томас Бейкер (ботаніка)
- 1923: Вролтер Болдуїн Спенсер[en] (антропологія)
- 1924: Джозеф Генрі Мейден (ботаніка)
- 1925: Чарлз Гедлі[en] (біологія)
- 1927: Ендрю Гібб Мейтленд[en] (геологія)
- 1928: Ернест Клейтон Ендрюс[en] (геологія)
- 1929: Ернест Віллінгтон Скітс[en] (геологія)
- 1930: Леонард Кейт Уорд[en] (геологія)
- 1931: Роберт Джон Тільярд [en] (ентомологія)
- 1932: Фредерік Чепмен[en] (палеонтологія)
- 1933: Волтер Джордж Вулнаф[en] (геологія)
- 1934: Едвард Сідні Сімпсон[en] (мінералогія)
- 1935: Джордж Вільям Кард[en] (геологія)
- 1936: Дуглас Моусон (геологія)
- 1937: Джон Томас Джатсон[en] (геологія)
- 1938: Генрі Казеллі Річардс[en] (геологія)
- 1939: Карл Зюссмільх[en] (геологія)
- 1941: Фредерік Вуд Джонс[en] (зоологія)
- 1942: Вільям Роуен Браун[en] (геологія)
- 1943: Волтер Лорі Вотергаус[en] (ботаніка)
- 1944: Вілфред Іда Аґар[en] (зоологія)
- 1945: Ноель Бенсон[en] (геологія)
- 1946: Джон Макконелл Блек[en] (ботаніка)
- 1947: Губерт Лаймен Кларк[en] (зоологія)
- 1948: Артур Бейч Волком[en] (палеоботаніка)
- 1949: Герман Монтегю Рукер Рупп[en] (ботаніка)
- 1950: Ієн Макеррас[en] (зоологія)
- 1951: Френк Леслі Стіллвелл[en] (геологія)
- 1952: Джозеф Гарнетт Вуд[en] (ботаніка)
- 1953: Александер Джон Ніколсон[en] (ентомологія)
- 1954: Едвард де Курсі Кларк[en] (геологія)
- 1955: Резерфорд Несс Робертсон[en] (ботаніка)
- 1956: Оскар Вернер Тігс[en] (зоологія)
- 1957: Ірен Креспін[en] (геологія)
- 1958: Теодор Осборн[en] (ботаніка)
- 1959: Том Айрдейл (зоологія)
- 1960: Остін Бертон Едвардс[en] (геологія)
- 1961: Чарлз Остін Гарднер (ботаніка)
- 1962: Горес Ворнінг[en] (зоологія)
- 1963: Жермен Джоплін[en] (геологія)
- 1964: Джойс Вініфред Вікері[en] (ботаніка)
- 1965: Мейбл Джозефін Маккеррас[en] (зоологія)
- 1966: Дороті Гілл[en] (геологія)
- 1967: Спенсер Сміт Вайт[en] (ботаніка)
- 1968: Герберт Андреварта[en] (зоологія)
- 1969: Семюел Воррен Кері (геологія)
- 1970: Гілберт Персі Вітлі[en] (зоологія)
- 1971: Ненсі Тайсон Бербідж[en] (ботаніка)
- 1972: Геддон Кінг[en] (геологія)
- 1973: Маршалл Гетч[en] (ботаніка)
- 1974: Сесіл Г'ю Тіндейл-Біско[en][2] (зоологія)
- 1975: Джозеф Ньюелл Дженнінгс[en][3] (географія)
- 1976: Ліліан Росс Фрейзер[en]
- 1977: Алек Трендалл[en] (геологія)
- 1978: Дональд Томас Андерсон[en]
- 1979: Лоуренс Александер Сідні Джонсон (ботаніка)
- 1981: Вільям Стефенсон[en] (біологія моря)[4]
- 1982: Ноел Бідл[en][5] (ботаніка)
- 1983: Кейт Крук[en] (геологія)
- 1984: Майк Арчер (палеонтологія)
- 1985: Г'ю Браян Спенсер Вомерслі[en]
- 1986: Девід Грувз[en] (геологія)
- 1987: Ентоні Андервуд[en]
- 1988: Баррі Гарт Ролф (англ. Barry Garth Rolfe)
- 1989: Джон Робертс (англ. John Roberts) (геологія)
- 1990: Баррі Гіллен Моліне Джеймісон англ. Barrie Gillean Molyneux Jamieson (зоологія)
- 1991: Ширлі Джеффрі[en] (біологія/ботаніка)
- 1992: Альфред Едвард Рінгвуд[en] (геологія)
- 1993: Гордон Ґріґґ (англ. Gordon C. Grigg) (зоологія)
- 1994: спільна нагорода: Крейг Ентоні Аткінс (англ. Craig Anthony Atkins) і Барбара Джилліан Бріггс (ботаніка)
- 1995: Крістофер Макаулі Павелл (англ. Christopher McAuley Powell) (геологія)
- 1996: Клаус Роде[en] (зоологія)
- 1997: Чарлз Баррі Осмонд[en] (ботаніка)
- 1998: Річард Лаймон Стентон[en] (геологія)
- 1999: Річард Шайн[en] (зоологія)
- 2000: Сара Елізабет Сміт[en] (сільське господарство)
- 2001: Гордон Пекгем (англ. Gordon H. Packham) (геологія)
- 2002: Роберт Гілл[en] (ботаніка)
- 2003: Леслі Джой Роджерс[en] (зоологія)
- 2004: Ієн Плімер[en] (геологія)
- 2005: Марк Вестобі[en] (ботаніка)
- 2006: Ентоні Галберт англ. Anthony Hulbert (зоологія)
- 2007: Сьюзен О'Рейлі[en] (геологія)
- 2008: Бредлі Поттс англ. Bradley Potts (ботаніка)
- 2009: Вінстон Пондер[en] (зоологія)
- 2010: Кентон Кемпбелл[en] (геологія)
- 2011: Байрон Барнард Ламонт[en] (ботаніка)
- 2012: Мерилін Ренфрі[en] (зоологія)
- 2013: Вільям Гріффін (англ. William Griffin) (геологія)
- 2014: Роберт Парк (англ. Robert F. Park[6] (ботаніка)
- 2015: Крістофер Дікман[en] (зоологія)[7]
- 2016: Саймон Тернер (англ. Simon P. Turner) (геологія)
- 2017: Девід Кейт[en] (ботаніка)
- 2018: Емма Джонстон (зоологія)
- 2019: Дітмар Мюллер[en] (геологія)
- 2020: Мішель Лейшман (англ. Michelle Leishman) (ботаніка)[8]
- 2021: Джон Ейткен[en] (зоологія)[9]
- 2022: Ендрю Бейкер (англ. Andrew Baker) (геологія)
- 2023: Монінья Роуган[en] (океанографія) [10]